# Alignement d’Apazzu
 Das Alignement d’Apazzu liegt auf der rechten Flussseite der Avena, rund 1 km südwestlich von Palaggiu zwischen Sartène und Tizzano im Département Corse-du-Sud auf Korsika. In der Region findet sich die größte Ansammlung von Steinreihen im Mittelmeerraum.
Das bronzezeitliche Alignement d’Apazzu umfasste etwa zwei Dutzend Menhire, die 1974 bei der Ausgrabung von Roger Grosjean (1920–1975) teilweise wieder aufgestellt wurden. Neun verblieben vor Ort, waren 2009 jedoch von Macchie überwuchert.
Zwei von ihnen (Apazzu 1 und 2) sind Statuenmenhire. Der größere trägt eine Langschwertgravur, der kleinere mit seitlich geneigtem Kopf die eines Kurzschwerts.
Oberhalb des Alignements sollen die Überreste eines bronzezeitlichen Castells liegen.